# Quinta battaglia di Ypres
La quinta battaglia di Ypres, anche detta battaglia dei crinali delle Fiandre, si svolse dal 28 settembre al 2 ottobre 1918 nell'ambito della più ampia offensiva dei cento giorni della prima guerra mondiale: truppe belghe, francesi e britanniche assalirono le postazioni tedesche poste nella zona intorno alla cittadina di Ypres, conquistando diverse posizioni dominanti e respingendo il nemico per molti chilometri, dando il via al crollo del fronte nella zona delle Fiandre e alla liberazione del Belgio dall'occupazione tedesca.

## Antefatti
Nell'agosto del 1918 la serie di massicce offensive lanciate dai tedeschi lungo il fronte occidentale ebbe infine termine: pur guadagnando molto terreno e infliggendo dure sconfitte agli Alleati, i tedeschi non riuscirono a ottenere uno sfondamento decisivo e lo sperato crollo del fronte nemico; demoralizzati dalle molte perdite e a corto di rifornimenti a causa del perdurante blocco navale imposto dagli Alleati alla Germania, i tedeschi dovettero arrestare i loro attacchi e attestarsi sulla difensiva. Il continuo afflusso di soldati statunitensi nonché di nuovi carri armati e aerei da combattimento consentì agli Alleati occidentali di far fronte alle perdite subite e di preparare un contrattacco per ributtare indietro i tedeschi; da metà agosto quindi il nuovo comandante supremo alleato sul fronte occidentale, il maresciallo francese Ferdinand Foch, iniziò a progettare una serie di controffensive da attuarsi in sequenza lungo tutta l'estensione del fronte, onde non dare respiro ai difensori tedeschi.
L'estrema propaggine settentrionale del fronte occidentale, nella regione delle Fiandre, era tenuta dalle unità dell'esercito belga: dopo le pesanti perdite patite nel corso dell'invasione tedesca del 1914, la forza era stata pazientemente ricostruita e al settembre del 1918 poteva contare su 170 000 uomini ripartiti in dodici divisioni di fanteria. Il 7 settembre questa considerevole forza fu unita con la Seconda armata britannica del generale Herbert Plumer e la Sesta armata francese del generale Jean Marie Joseph Degoutte (schierate più a sud, nei dintorni del saliente incentrato sulla cittadina di Ypres) in un "Gruppo d'armate delle Fiandre" (Groupe d'Armées des Flandres o GAF) al comando del re del Belgio Alberto I: il compito assegnato da Foch al GAF nell'ambito della serie di offensive alleate in progettazione era quello di avanzare a partire da Ypres nella regione delle Fiandre e poi ben all'interno del Belgio, andando a costituire il braccio settentrionale di un più vasto movimento a tenaglia che doveva concludersi nella città di Liegi al confine belga-tedesco. Il piano alleato prevedeva di assumere il controllo della zona compresa tra il canale Ypres-Comines e il crinale di Clercken, da dove poi muovere alla volta di Bruges e Courtrai.

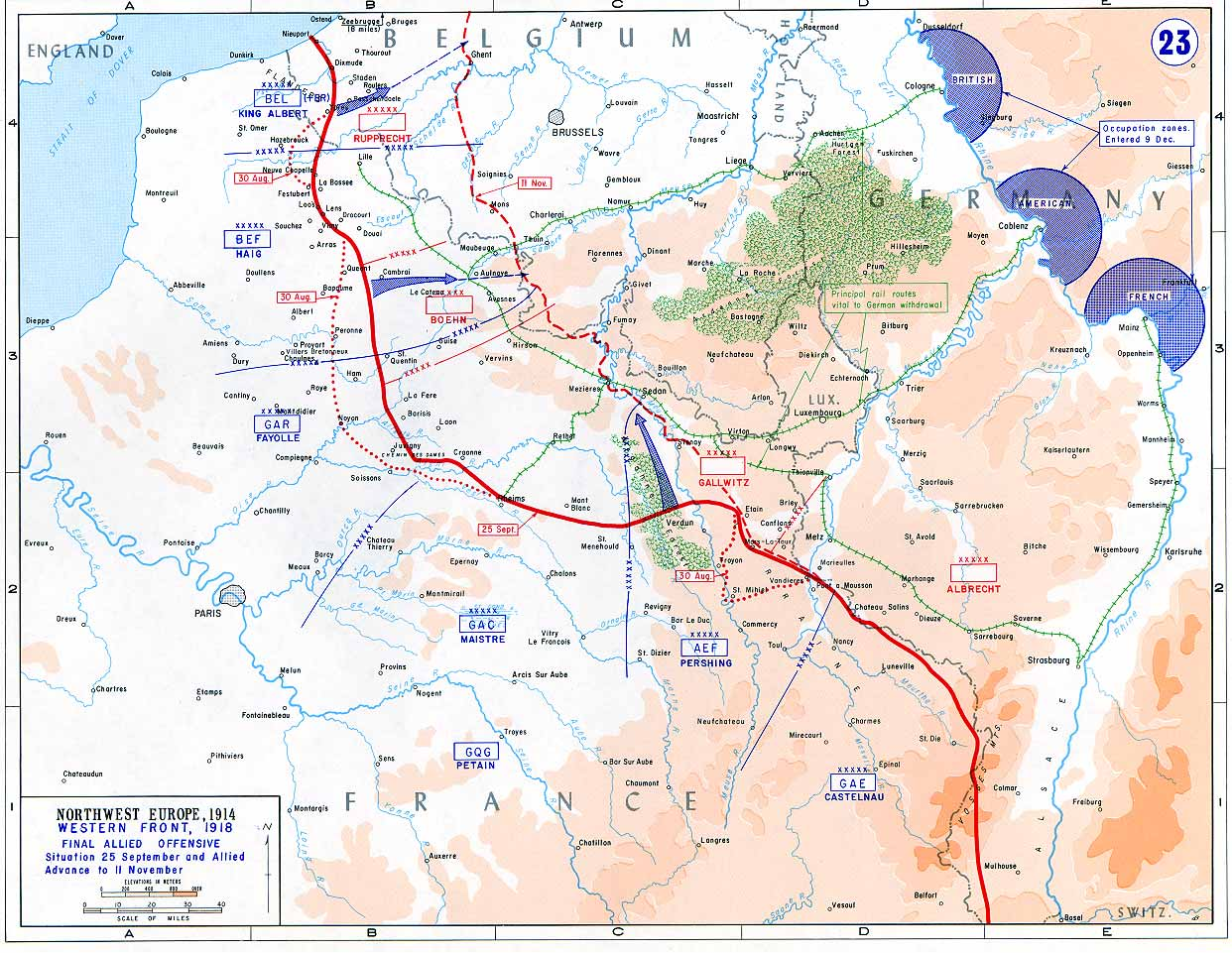
Carta del fronte occidentale con evidenziate le offensive degli Alleati nel corso del settembre del 1918.

## La battaglia
Alle 05:30 del 28 settembre 1918 le forze del Gruppo d'armate delle Fiandre di re Alberto (12 divisioni belghe, 10 britanniche e 6 francesi) iniziarono il loro attacco contro le linee tedesche: a nord, i belgi attaccarono dopo un intenso fuoco di artiglieria preparatorio della notte prima la foresta di Houthulst e il crinale che da Stadenberg arrivava fino a Broodseinde passando per Passchendaele, mentre a sud i britannici di Plumer, sostenuti dalle divisioni francesi, muovevano senza un bombardamento preliminare lungo la direttrice data dalla strada tra Ypres e Zonnebeke; le truppe tedesche nel settore ammontavano a cinque deboli divisioni della Quarta armata del generale Friedrich Bertram Sixt von Armin, parte del gruppo di armate del principe Rupprecht di Baviera.
Fin dalle prime fasi dell'offensiva gli Alleati riuscirono a penetrare a fondo nelle difese tedesche, riconquistando il terreno a ovest di Passchendaele perduto nel corso della quarta battaglia di Ypres dell'aprile precedente: i belgi sfondarono la prima linea tedesca e dilagarono nelle retrovie, avanzando per circa 6 chilometri di profondità lungo un fronte di 18 chilometri e prendendo già nel corso del primo giorno la foresta di Houthoulst e i villaggi di Zonnebeke, Poelcappelle, Langemark e Passchendaele; seppur rallentati dalle piogge, gli anglo-francesi presero i villaggi di Kortewilde, Zandvoorde, Kruiseecke e Becelaere, mentre più a sud tre divisioni britanniche attuavano una serie di operazioni minori intorno a St. Yves, Messines e al crinale di Wytschaete-Hollebeke.
Il 29 settembre gli Alleati ripresero la loro avanzata lungo tutto il fronte tedesco: i belgi presero Diksmuide e il crinale di Essene, mentre i britannici riconquistavano Messines, Terhand e Dadizeele; per il 30 settembre tutto il terreno elevato nei dintorni di Ypres era stato preso dagli Alleati. Tra il 1º e il 2 ottobre i belgi, appoggiati dai francesi, si spinsero ancora più a fondo, avanzando lungo la riva sinistra del fiume Lys fino alla linea tra Zarren e Hooglede e ributtando indietro i tedeschi lungo un fronte di oltre 13 chilometri; l'avanzata infine si arrestò sia a causa dell'arrivo dei rinforzi tedeschi che per via del pessimo stato dei collegamenti logistici e delle strade, con circa 80 aerei belgi e britannici intenti a paracadutare rifornimenti alle truppe più avanzate.
La battaglia costò ai britannici 4 695 tra morti e feriti, mentre i belgi ebbero 2 000 caduti e 10 000 tra feriti e ammalati; gli Alleati ottennero un buon successo, avanzando lungo un fronte di 29 chilometri per una profondità di 9,7 e catturando circa 10 000 soldati tedeschi oltre a 300 cannoni e 600 mitragliatrici. Dopo una pausa per migliorare i collegamenti logistici, il 14 ottobre 1918 i franco-belgi ripresero la loro offensiva nelle Fiandre dando il via alla battaglia di Courtrai.